# Bodiev
Дагба Баирович Бодиев (род. 20 сентября 1997 года, Улан-Удэ, Республика Бурятия), более известный под сценическим псевдонимом Bodiev — российский рэп-исполнитель. Стал наиболее популярен благодаря треку «Крузак 200», отрывок которого получил популярность в социальной сети TikTok.

## Биография и музыкальная карьера

### Детство и юность
Бодиев вырос в обычной семье, но музыкальной: мама в юности пела на сцене, отец будучи подростком играл на гитаре в бойс-бэнде, старший брат Даба (на данный момент менеджер самого артиста) выступал и пел на сцене.
В 2001 году Бодиевы всей семьей переезжают в город Нерюнгри республики Саха (Якутия). Детство и подростковую юность Бодиев провел в Нерюнгри, который считает вторым родным домом.
Дагба учился в СОШ № 18. В свободное от учебы время вместе с братом и друзьями слушал рэп, что и послужило толчком для сочинения композиций и музыки в этом жанре.
После окончания школы поступил в Южно-Якутский технологический колледж. Мечтал построить военную карьеру, но судьба распорядилась по-другому и рухнувшие планы через трудную работу перетекли в музыку.

### Переезд в Петербург и успех «Крузак 200»
В 2019 году Дагба и его команда начинают работу с российским музыкальным лейблом Rhymes Music. Вместе с лейблом выпускают синглы «Семья», «Рассвет», «Покажи дорогу», «Черный мерин» (на июнь 2021 года у трека более 1 000 000 прослушиваний на Spotify).
В 2020 году переезжают с братом в Санкт-Петербург. В начале года выходит первый EP музыканта «Дом 1403». До конца года Бодиев выпускает треки «Как умеет любить хулиган», «Бумер», «Мелисса», «Самурай», «Чудеса» и «Пули».
11 марта 2021 года выходит сингл «Крузак 200». 13 марта трек уже на 1-м месте в топ-чарте популярной музыки ВКонтакте и BOOM, и в топах стриминговых сервисов Apple Music, Яндекс Музыка и Spotify. Официальный клип «Крузак 200» на ютубе на июнь 2021 года насчитывает более 9 миллионов просмотров, неофициальные перезаливы набирают сотни тысяч просмотров. Официальный звук в TikTok на трек насчитывает свыше 200 000 клипов.

## Дискография

### Альбомы
- 2020 — «Дом 1403»
- 2024 — «Эстетика»

### Синглы
- 2018 — «В сигаретном дыму»
- 2018 — «Haia»
- 2019 — «Муза родная»
- 2019 — «Карусели»
- 2019 — «Нелегко»
- 2019 — «Улицы зовут»
- 2019 — «Семья»
- 2019 — «Рассвет»
- 2019 — «Покажи дорогу»
- 2019 — «Черный мерин»
- 2019 — «На районе»
- 2020 — «Как умеет любить хулиган»
- 2020 — «Бумер»
- 2020 — «Мелисса»
- 2020 — «Самурай»
- 2020 — «Чудеса»
- 2021 — «Пули»
- 2021 — «Крузак 200»
- 2021 — «Караван»
- 2021 — «No pasaran»
- 2022 — «Миллион»
- 2022 — «Между девятин (Истома)»
- 2022 — «Фантом»
- 2022 — «Неосознанно»
- 2022 — «Оскал»
- 2023 — «Её зеленые глаза»
- 2023 — «Фиеста»
- 2023 — «Аромат твоей души»
- 2024 — «Чёрное платье»
- 2024 — «Каждый»
- 2024 — «Скандал»
- 2024 — «Зависимость»
- 2025 — «Волчок»
- 2025 — «Невыносимый»

### Совместные работы
- 2018 — «В сигаретном дыму», «Haia» (при уч. Groove)
- 2019 — «Муза родная» (при уч. Литвиненко, Groove)
- 2019 — «Улицы зовут» (при уч. Жека Басотский)
- 2019 — «На районе» (при уч. T1One)
- 2020 — «Не буду там» (при уч. ARKAY)
- 2021 — «На связи» (при уч. Ганвеста)
- 2021 — «Бэнгер» (при уч. Ulukmanapo)
- 2022 — «Грехи» (при уч. Xassa)
- 2023 — «Самолёт» (при уч. Xassa)
- 2023 — «Потом» (при уч. Xassa)
- 2024 — «Белым мелом» (при уч. Xassa)
- 2024 — «Эстетика» (при уч. Xassa)
- 2025 — «Salut» (при уч. Xassa, 3 КОТА)

### Ремиксы
- 2020 — «Как умеет любить хулиган (Remix by Athacha x Marttel)»
- 2022 — «Караван (Acoustic Version)»

## Видеография
- «Пули» (Mood video) (2021)
- «Крузак 200» (2021)
- «На связи» (при уч. Ганвест) (2021)
- «Караван» (2021)
- «Бэнгер» (при уч. Ulukmanapo) (2021)
- Аромат твоей души (2024)
- Волчок (2025)
- Невыносимый (2025)